# Rolstoelhockey

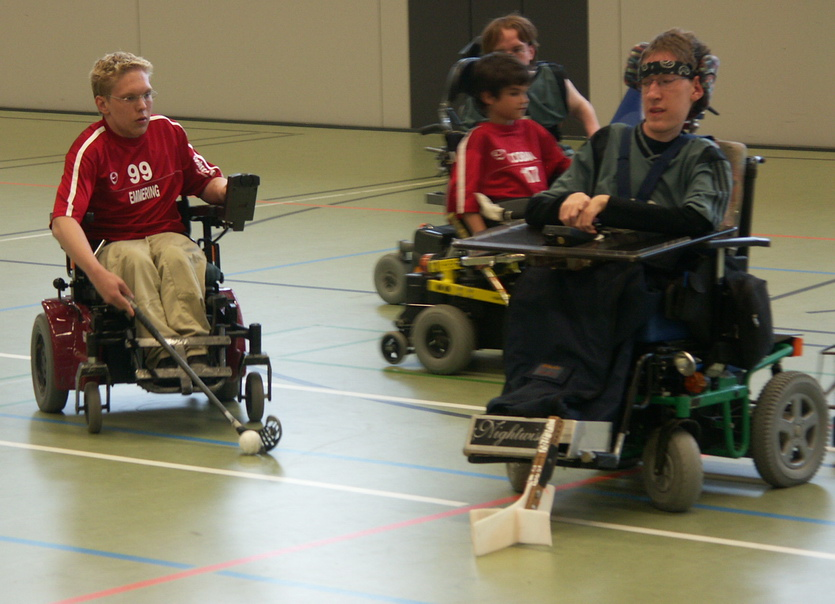
E-hockey Ludwigshafen am Rhein tegen Würzburg

Rolstoelhockey is een variant op hockey, waarbij de sporters gebruikmaken van een rolstoel. Wim Walgers ontwikkelde de sport midden jaren zeventig in Nederland, hij was destijds gymnastiekleraar op Het Roessingh.
Rolstoelhockey bestaat in twee verschillende vormen:
- Powerchairhockey (E-hockey): Rolstoelhockey in elektrische rolstoelen
- Rolstoelfloorball (H-hockey): Rolstoelhockey in handbewogen rolstoelen

H-hockey wordt gespeeld met een floorballstick. Deze vorm mag in bepaalde landen nog bespeeld worden door valide mensen.
E-hockey wordt gespeeld met een floorballstick of een t-stick. Deze vorm van hockey mag alleen gespeeld worden door mensen die in het dagelijks leven afhankelijk zijn van een elektrische rolstoel of spelers die, omwille van hun handicap geen valide sport kunnen beoefenen. Om het spel fair te laten verlopen is er op internationaal niveau een 4-puntensysteem ingevoerd. Spelers die een t-stick gebruiken krijgen 1 punt. Spelers die met een floorballstick spelen kunnen maximaal 4 punten krijgen.
Hierbij kan ook gebruikgemaakt worden van sportrolstoelen die aangepast zijn aan de sport.

## Competities

### Nederland
Nederland heeft een competitie voor zowel E als H hockey. Beide competities worden georganiseerd door de Koninklijke Nederlandse Hockeybond (KNHB).

#### E-hockey (Elektrisch rolstoelhockey)
De E-hockey (Elektrisch rolstoelhockey) competitie heeft zowel een regionale als een landelijke competitie.

### Regionale competitie
De regionale competitie is opgesplitst in drie regio's (Zuid, West en Oost) en heeft elk een 1e, 2e en 3e klasse. Een seizoen heeft vijf competitiedagen, waarbij er meerdere wedstrijden op een dag worden gespeeld. De nummers 1 en 2 van de 1e klasse plaatsen zich voor de landelijke finaledag. Hierin strijden zij samen met de nummers 4 en 5 van de overgangsklasse om drie plaatsen in de landelijke overgangsklasse. Een wedstrijd in de regionale competitie duurt 2× 15 minuten, met een pauze van 5 minuten. In de 2e en 3e klasse staan er 3 veldspelers en 1 keeper in het veld Het veld in de 2e en 3e klasse is 20 meter lang en 10 meter breed. Het doel staat hier op de achterlijn. In de 1e klasse staan er 4 veldspelers en 1 keeper in het veld. Het veld in de 1e klasse is 26 meter lang en 16 meter breed. Het doel staat hier in het veld, zodat er achter het doel langs kan worden gereden.

### Landelijke competitie
De landelijke competitie bestaat uit een overgangsklasse en een hoofdklasse.
De hoofdklasse is de hoogste afdeling in het E-hockey in Nederland. In de hoofdklasse wordt gestreden om het landskampioenschap van Nederland. Een seizoen heeft zeven competitiedagen, waarbij er meerdere wedstrijden op een dag worden gespeeld. Een wedstrijd in de landelijke competitie duurt 2× 20 minuten, met een pauze van 5 minuten. In het veld staan 4 veldspelers en 1 keeper. Het veld in zowel de overgangsklasse als de hoofdklasse is 26 meter lang en 16 meter breed. Het doel staat in het veld, zodat er achter het doel langs kan worden gereden.

#### H-hockey (Handbewogen rolstoelhockey)
De Nederlandse competitie is een nationale competitie die 7 klassen telt. In hoofdklasse en overgangsklasse wordt rolstoelfloorball gespeeld, al is het reglement nog niet volledig hetzelfde als het internationaal reglement. In 1ste tot 5de klasse speelt men nog het traditionele H-hockey.

### België

#### Powerchairhockey (E-hockey)
De Belgische powerchairhockey competitie telt 4 nationale klassen. Enkele ploegen van de Belgische competitie zijn ook actief in de Nederlandse competitie.

#### Rolstoelfloorball (H-hockey)
Momenteel is er geen competitie in België omdat er maar één Belgische sportclub is die deze sport op competitief niveau aanbiedt. Deze sportclub heeft hun ploegen dan ook aangesloten aan de KNHB, en zijn dus actief in de Nederlandse competitie.

### Internationaal

#### Powerchairhockey (e-hockey)
Deze sport is aangesloten binnen het International Wheelchair and Amputee Sports Federation (IWAS) & vierjaarlijks worden zowel Europese als een Wereldkampioenschappen georganiseerd. Daarin nemen landen als Nederland, België, Italië enz. deel. Verder worden op regelmatige basis ook internationale tornooien georganiseerd.

#### Rolstoelfloorbal (h-hockey)
In 2017, werd het International Commitee Wheelchair Floorball (IWCF) opnieuw opgestart. Binnen dit comité zijn nu leden actief uit Nederland, Zweden, Canada, de Tsjechische Republiek en Polen. Het comité heeft in datzelfde jaar ook een aanvraag ingedient om de sport te erkennen binnen het IWAS. Binnen deze sport worden echter nog geen officiële internationale kampioenschappen georganiseerd. Wel worden er op regelmatige basis zowel ploegen- als landentoernooien georganiseerd.

## Evolutie H-hockey naar rolstoelfloorball
Vanaf seizoen 2014-2015 wordt in Nederland in de 2 hoogste klassen van de H-Hockey aan rolstoelfloorball gedaan.  Momenteel leunen de regels nog steeds meer aan op die van de gewone h-hockey, maar zijn er elementen van rolstoelfloorball (die vooral gespeeld wordt in Tsjechië en Zweden) overgenomen. De grootste verandering zijn:
- Het veld is groter (40 m x 20 m in plaats van 22 m x 12 m)
- Het lage, brede doel is vervangen door een floorball-doel;
- De aftrap is vervangen door een face-off;
- De keeper mag de bal vangen en terug in het veld gooien (zolang de bal de eigen speelhelft eerst raakt);
- De bal mag direct bespeeld worden tijdens stilstaande fases (waardoor het spel intensiever wordt);
- Spelers kunnen een penalty-tijd krijgen, maar kunnen het veld meteen terug betreden als die tijd afloopt

Bepaalde regels (zoals de face-offs) werden ook ingevoerd in de gewone h-hockey competities.
In het seizoen 2018-2019, wordt een pilot competitie georganiseerd om te testen of de internationale rolstoelfloorball regels al dan niet kunnen ingevoerd worden in hoofdklasse en overgangsklasse. Verder zal er ook getest worden of het mogelijk is om in lagere klassen ook een aangepaste vorm van rolstoelfloorball in te voeren.